# Miorița
Het lied Miorița is een oude Roemeense volksballade.
Miorița ('jong schaap') verhaalt van een lammetje dat zijn herder waarschuwt voor twee andere, jaloerse, herders. Ze willen hem vermoorden. De herder vlucht niet, maar vraagt het lammetje hem vlak bij zijn kudde te begraven en zijn drie fluiten op zijn graf te leggen. Het lammetje moet de kudde en de moeder van de herder vertellen dat hij weggegaan is om te trouwen.